# Биленький, Александр Юрьевич
Александр Юрьевич Биленький (укр. Олександр Юрійович Біленький; род. 3 июня 1974 года, пгт. Решетиловка Решетиловского района Полтавской области) — украинский государственный деятель, председатель Полтавского областного совета с 2015 года.

## Биография
Родился 3 июня 1974 года в посёлке городского типа Решетиловка Решетиловского района Полтавской области.
С 1992 по 1994 год проходил службу в армии.
После возвращения из армии с 1994 года был руководителем кружков Решетиловского центра туризма и краеведения учащейся молодежи, с 1998 года работал помощником-консультантом народного депутата Украины.
С 2006 по 2014 годы был основателем и генеральным директором ООО «Петровско-Роменский кирпичный завод», с 2014 года — исполнительный директор ООО «СПИКО».
В 2015 году был избран депутатом Полтавского областного совета от партии БПП «Солидарность». 4 декабря 2015 года стал председателем Полтавского областного совета, получив поддержку 46 депутатов.
Является почётным главой общественной организации «Патриоты Решетиловщины».

## Награды
- Почётная грамота Верховной рады Украины (2016)

## Семья
Женат, двое детей.